# Azteca coeruleipennis
Azteca coeruleipennis är en myrart som beskrevs av Carlo Emery 1893. Azteca coeruleipennis ingår i släktet Azteca och familjen myror. Inga underarter finns listade.